# The Great Pretender (singl)
"The Great Pretender" je singl američkog sastava The Platters. Tekst i glazbu napisao je Buck Ram. Singl je izdan 3. studenog 1955., te je 1956. zauzeo mjesto broj.1 na američkoj top ljestvici singlova.

## Freddie Mercury 1987.
"The Great Pretender" je sedmi samostalni singl britanskog pjevača rock sastava "Queen" Freddija Mercuryja. Singl je izdan 23. veljače 1987., na "B" strani se "Exercises in Free Love", a singl se popeo na mjesto broj.4 britanske top ljestvice singlova. 
Mercury je oduvijek želio obraditi ovu pjesmu zajedno sa sastavom "Queen", ali sastav nije pristao na to stoga što nikad nisu snimili niti jedan studijski materijal nekog drugog autora, već su snimali isključivo svoje materijale. Kao prateći vokal pojavljuje se bubnjar sastava "Queen" Roger Taylor, koji uz Mercuryja nastupa i u glazbenom spotu u kojem nose žensku odjeću. Za potrebe ovog spota ponovno su snimane razne scene iz prijašnjih spotova sastava "Queen", i to tako vjerno da je teško otkriti razlike. Pjesma je objavljena na kompilacijama "The Freddie Mercury Album" iz 1992. godine i "Greatest Hits III" iz 1999. godine.
Uz Mercuryja i mnogi drugi glazbenici su obradili ovu pjesmu, primjerice: Dolly Parton, Roy Orbison , Pat Boone......

## Vanjske poveznice
- Tekst pjesme "The Great Pretender"  Arhivirana inačica izvorne stranice od 29. siječnja 2009. (Wayback Machine)